# Ptačí hora
Ptačí hora je národní přírodní památka severně od obce Nové Heřminovy v okrese Bruntál. Chráněné území v  pohoří Nízký Jeseník zaujímá velkou část východních svahů Ptačího vrchu (574 m) po levé straně údolí řeky Opavy. Důvodem ochrany je zachování porostu s původním autochtonním jesenickým modřínem v bohaté bučině.